# Jewgienij Gołowin
Jewgienij Aleksandrowicz Gołowin, ros. Евгений Александрович Головин (ur. 1782, zm. 1858) – rosyjski generał piechoty od 1839, generał-adiutant, generał-gubernator inflancki, estoński i kurlandzki od 1845. W latach 1836–1837 przewodniczył w zastępstwie namiestnika Radzie Stanu Królestwa Kongresowego, w latach 1834–1837 był członkiem Rady Administracyjnej.

## Życiorys
Służbę rozpoczął w 1797. W 1805 został ranny w czasie bitwy pod Austerlitz. Brał udział w VII wojnie rosyjsko-tureckiej. Wziął udział w bitwie pod Lützen w 1813. Mianowany generałem-majorem. W 1814 uczestniczył we wzięciu Paryża. Od 1826 generał-adiutant. Uczestnik VIII wojny rosyjsko-tureckiej. Dowodził 26 Dywizją Piechoty Imperium Rosyjskiego w czasie tłumienia powstania listopadowego w 1831. Dowódca Wydzielonego Korpusu Kaukaskiego w latach 1837–1842.